# آنیتا پادار
آنیتا پادار (مجاری: Anita Pádár؛ زادهٔ ۳۰ مارس ۱۹۷۹) بازیکن فوتبال اهل مجارستان است.
از باشگاه‌هایی که در آن بازی کرده‌است می‌توان به باشگاه فوتبال ام‌تی‌کی بوداپست اشاره کرد.
وی همچنین در تیم ملی فوتبال زنان مجارستان بازی کرده‌است.